# 館藏評鑑
館藏評鑑是圖書館針對其館藏的數量、品質做一診斷，為其讀者做一有用性的評估以了解館藏的強弱與效益。其結果可用於修正館藏發展的方向與目的。館藏評鑑使圖書館能夠有系統的評估館藏，提供圖書館正確描述館藏的機會，獲得有關館藏大小、深度、範圍的可靠資訊，確認館藏強弱，明瞭未來館藏發展的策略。 

## 目的
Evans將館藏評鑑的目的分為外在原因和內在原因。
- 內在原因
  - 館藏的發展需求
  - 經費預算需求

- 外在原因
  - 本身需求
  - 外界機構之需求

## 功能
- 能更正確了解館藏的性質、範圍、深度及使用
- 評估館藏發展或採訪作業、方法、來源的有效性
- 了解圖書館館藏之原研究或課程的能力作為館藏規劃、管理、淘汰的指南或基礎
- 作為確定館藏大小、適用性、或品質的工具
- 作為評量館藏發展政策的有效性方法
- 作為發掘及改正館藏缺失的方法
- 使人力及財力資源集中於最需要的部分
- 有助於館藏發展政策的訂定及館藏深度層級的安排
- 評鑑圖書館所認定更深層次的需求是否正確
- 作為經費預算申請之基礎及後盾
- 有效評估資源共享的價值，減少不必要的重複
- 評估館藏的強弱，以為規劃的依據

## 需考慮的因素
- 選擇評鑑全部或部分館藏
- 檢討館藏政策
- 決定館藏評鑑的目的
- 選擇適當的評鑑方法
- 預估實施評鑑所需的資源

## 方法
館藏評鑑有以下幾種常見的評鑑方法：量的評鑑、書目核對法、引用文獻分析法、專家評鑑法、流通分析、館內使用調查、讀者意見調查、資料提供能力評鑑、期刊使用評鑑。

### 量的評鑑
量的評鑑所依據的是與館藏有關的一些具體數據，由於數據比較容易取得，因此在各種評鑑法中較常被圖書館所採用。量的評鑑通常是指評鑑館藏量的多寡或是館藏成長率的大小。
通常圖書館在進行量的評鑑時會評量圖書館館藏的數量是否達到某一標準，這種標準往往是由權威機構或是專家所訂定，多以社區人口數來決定館藏的數量。
大學圖書館由於需要大量館藏來支援教學及研究活動，所以對於量的評鑑一向較為重視。
- 優點
  - 數據容易取得。
  - 數據在自動化系統中容易維持或取得。
  - 可用來與他館比較或與本館不同時期比較。
  - 可以避免主觀的判斷。

- 缺點
  - 數據本身難以解釋館藏的品質。
  - 可能因紀錄不當，或計量的種類、單位不當而產生數據不正確的情形。

### 書目核對法
書目核對法(list checking)是從質的方面來評鑑館藏的一種方法。圖書館首先選擇適當的書目，將書目中所列的圖書資料逐一或抽樣地與館藏核對，計算該書目之資料在館藏中所擁有的比例。利用此種方法評鑑館藏，最重要的工作是書目的選擇。目的在於探討圖書館是否擁有各個學科或某個學科的重要作品，並且計算擁有的比例。核對書目的選擇主要依據館藏型態與評鑑的目的而定。
- 優點
  - 可用來評鑑全部或部分館藏，是一種有彈性的評鑑方法。
  - 使用專家挑選的標準書目，評鑑結果較具權威，較易被接受。
  - 能明確指出館藏所缺乏的資料，可藉以彌補館藏不足。
  - 核對的過程容易進行。

- 缺點
  - 許多標準書目不常更新修訂，容易過時。
  - 書目不見得符合各個圖書館的個別所需。
  - 書目中所列的圖書數量有限，不能以少數館藏來評鑑全部館藏的品質。
  - 對於依據標準書目來建立館藏的圖書館而言，利用書目核對法評鑑館藏並無意義。
  - 某些學科難以尋獲合適的核對書目。

### 引用文獻分析法
引用文獻分析法是資訊工作者常用的一種調查方法，其過程包括分析索引、摘要、或期刊等來探討某一學科所使用或產生的文獻的特性，並探討其引用文獻為圖書所收藏的數量。以引用文獻分析法來評鑑館藏的主要目的在於探討圖書館館藏支援讀者從事學術活動的能力。
圖書館先找出讀者的著作，以著作中的引用文獻與館藏核對，計算引用文獻為館藏擁有的比例。比例愈高表示圖書館支援學術活動的能力愈高。
此種方法對學術圖書館、專門圖書館或是其他有特定讀者的圖書館較為適用。
- 優點
  - 可瞭解讀者使用資料之特性(資料類型、年份、語文等) 。
  - 可明確指出讀者已使用而圖書館未收藏的資料，藉以彌補館藏缺失。
  - 可搜集全部或某類讀者的出版品加以分析，具有彈性。

- 缺點
  - 無法完整反映讀者使用館藏的情形。
  - 讀者引用文獻之習慣並不一致，會影響本法的正確性。
  - 僅適用於有學術性出版品的圖書館。
  - 文獻被引用需要一段時間，故無法評鑑新的館藏。

### 專家評鑑法
專家評鑑法(expert judgement)是由具備學科知識背景的學者、教授、圖書館員或顧問直接觀察館藏所進行的一種評鑑方式，又稱為印象評鑑法(impressionistic) 。此種方法的評鑑項目通常包括:館藏大小、範圍、深度、意義、新穎性、外觀(使用破損程度) 、以及書庫的一般環境。
較常用於評鑑學術圖書館的館藏。
通常是針對圖書館內某一學科的館藏進行評鑑。
在進行評鑑之前，最好能搜集充分的資料(例如:資料的數量、種類、年代、語言、流通紀錄等) ，作為專家評鑑的基礎。
- 優點
  - 很容易進行。
  - 容易評鑑出館藏的強弱。
  - 可適用於任何類型的圖書館。
  - 藉著評鑑館藏的強弱，可發展出合作館藏政策。

- 缺點
  - 評鑑者必須具備學科的知識及熟悉該學科的文獻，而符合此種條件的人不容易找到。
  - 此種方法只顯示評鑑者對館藏的印象，而非依據具體的數據進行評鑑。
  - 有些資料可能不在架上，在直接觀察評鑑時必須同時使用排架目錄。

### 流通分析
圖書館的資料大部分可供讀者外借使用，故流通紀錄是瞭解讀者使用館藏情形的一種具體依據。各館所記載的流通資料不盡相同，圖書館可依據流通紀錄中所載的讀者類型、圖書類別、語言、出版年、入館日期等來分析讀者使用館藏的情形。
目的：
1. 找出罕用館藏，移架或淘汰。
2. 找出核心館藏，增添副本。
3. 某學科流通量佔總流通量比例是否和館藏量相符。
4. 了解館藏使用者特性。

- 優點
  - 反映讀者的型態和借閱情形。
  - 資料易歸類分析。
  - 研究時間與樣本具彈性。
  - 資料易計算。
  - 資料客觀。

- 缺點
  - 未含館內使用。
  - 僅顯示讀者成功的使用。
  - 高度使用的資料流通紀錄，會造成流通紀錄的偏差。
  - 無法分辨館藏使用率低的原因。

### 館內使用調查
由於流通紀錄無法代表所有的館藏使用情形，因此圖書館有必要進行館內使用調查。圖書館在進行館內使用調查之前，首先要定義何謂「使用」，不同的定義會影響到圖書館進行館內使用調查的方法。
- 優點
  - 配合流通分析更可全面了解館藏使用情形。
  - 了解不外借資料的使用情形。
  - 若以面談方式，可了解資料與使用者間關係。

- 缺點
  - 需要讀者配合。
  - 流通中資料不在架上，影響調查。
  - 「使用」定義不同，結果亦不同，彼此無法比較。
  - 需一年以上調查期以避免偏誤。
  - 只能反映讀者成功使用。

### 讀者意見調查
圖書館進行讀者意見調查可獲知讀者在館內無法找到所需資料的情形。進行讀者意見調查時，首先要確定調查的目的及對象，才能決定使用問卷法或面談法以及問卷或面談的內容。
目的：
- 探討讀者背景。
- 了解讀者族群與使用頻率的關係。
- 了解讀者使用目的。
- 讀者對館藏滿意程度。
- 找出讀者不滿處。

- 優點
  - 了解讀者對館藏的滿意度。
  - 了解不同背景讀者之需求與使用情形。
  - 讓讀者體會到圖書館尊重讀者意見。
  - 圖書館可彈性決定調查複雜與否。

- 缺點
  - 問卷不易設計。
  - 面談法接觸讀者有限。
  - 讀者憑印象回答，可能以偏概全。
  - 讀者可能不願配合。
  - 無法得知非使用者的意見。

### 資料提供能力評鑑
評鑑圖書館提供資料能力的分法可分為兩種：資料提供測試及資料供用研究。
- 資料提供測試：以一批假設書目來核對圖書館的館藏，分析圖書館所能提供資料的比例，以及提供這些資料所需時間。
- 資料供用研究：以讀者實際所需的資料為樣本，入館時請讀者填調查表，若讀者查詢失敗再由館員重複讀者過程找出失敗原因。

- 優點
  - 資料提供測試
    - 客觀評鑑館藏滿足讀者需求的能力。
    - 以相同書目可比較不同圖書館。

  - 資料供用研究
    - 真實顯示圖書館提供資料的能力。
    - 反映讀者查詢失敗原因。
    - 了解館藏和管理缺失。
    - 容易進行且可以重複操作。

- 缺點
  - 資料提供測試
    - 不易找到具代表性的書目。
    - 無法真正反映讀者遭遇的困難。
    - 需不斷重複測試或與他館比較才有意義。

  - 資料供用研究
    - 需讀者配合。
    - 僅適用於到館查詢特定資料的讀者。
    - 過程耗時。
    - 無法得知非使用者的意見與需求。

### 期刊的評鑑
前面提到的幾種方法多適用於圖書，而期刊通常刊登最新的研究，重要性可能超過圖書。期刊的評鑑與圖書的評鑑大致相同，不過圖書館在評鑑期刊時較常利用引用文獻分析法及館內使用調查來瞭解讀者使用期刊的情形，以作為刪除或淘汰的依據。